# Jordkast
Jordkast eller Jordskott är en egendomlig naturföreteelse där skarpt avgränsade stycken frusen mark lyfts upp och kastas ett flertal meter åt sidan. Där styckena ursprungligen legat uppkommer då gropformiga fördjupningar. Fenomenet är rapporterat från öppna fält, vintertid.
Jordkast har observerats i Sverige 17 gånger, och det första kända skulle ha observerats i Väckelsångs socken i Kronobergs län 1598. En kartläggning gjordes 1694 av naturforskaren Urban Hiärne, och Carl von Linné antecknade uppgifter om ett jordskott under sin resa sommaren 1746 i Västergötland vid Sunnersbergs kyrka i Skara stift.
Senast jordkast förekom i Sverige var i februari 1903, på två närliggande platser i Värmland. Först den 31 januari i Glumstorp norr om Kristinehamn i Väse socken; här uppstod en grop 4,2 meter lång, 1,4 m bred och 0,5 meter djup. Den förflyttade jordmassan uppskattades ha en vikt av 2,5 ton. Sedan den 28 februari i Grums, där det lyftes ett stycke jord 10 m, som var tre meter långt och två meter brett. 
Geologen Hjalmar Sjögren, Naturhistoriska riksmuseet, besökte platsen och framhöll att det lösryckta jordstycket skilt sig från botten av graven just på gränsen mellan tjälen och den ofrusna marken och ansåg att orsaken kunde vara ett blixtnedslag.
Geolog Curt Fredén, Sveriges geologiska undersökning, har i nutid ägnat mycket tid åt att dokumentera historien kring jordkast. I Glumstorp var det högt grundvatten och ett litet kärr i närheten. När vattnet frös sökte sig isen åt det håll där motståndet var som minst, i det här fallet uppåt. Det kan dock inte förklara hur hela stycken kan flyttas intakta.
Utomlands har jordkast nedtecknats så tidigt som 822 i Norge, alternativt Tyskland. De har sedan inträffat i bland annat Nordamerika, England, Lettland och Portugal.
Det mest aktiva området i Norden verkar vara Andøya i nordligaste Norge  där ett jordkast rapporterades på 1960-talet och 1982. Det allra senaste fallet ägde rum på Dverbergmyra i början av september 1985 då ett närmare 200 kg tungt jordstycke hade flyttat sig 1,5 meter från sitt hål.